# HMKロジサービス
株式会社HMKロジサービスは、大阪市中央区に本社を置く物流業者。株式会社ハマキョウレックスの連結子会社。

## 概要
1968年、百貨店関係物流を主事業とした大興運輸として設立。2006年には日本郵政グループ入りし、社名を「株式会社JPロジサービス」に変更。2018年にハマキョウレックスが日本郵便保有分の株式を取得、「株式会社HMKロジサービス」へ再度商号変更。

## 沿革
- 1968年（昭和43年）10月 - 大興運輸株式会社として設立。
- 1969年（昭和44年）1月 - 事業開始、大丸大阪店の集荷納品業務、駐車場管理業務を受託。
- 1970年（昭和45年）3月 - 大丸神戸店の駐車場管理業務を受託。
- 1971年（昭和46年）9月 - 大丸神戸店の発送代行業務を受託。
- 1973年（昭和48年）6月 - 大丸大阪店の発送代行業務を受託。
- 1983年（昭和58年）
  - 2月 - 大丸梅田店の開店に伴い、物流業務を受託。
  - 9月 - 株式会社大丸ホームショッピング（通信販売物流）の物流業務を受託。
- 1987年（昭和62年）6月 - 繁忙期における大丸関西4店共同包装作業を受託。
- 1990年（平成2年）3月 - アジア太平洋トレードセンターへ事業参画。
- 1992年（平成4年）
  - 6月 - 株式会社アソシアへ社名変更。
  - 11月 - 洛東運輸株式会社と合併、新生アソシアとなる。
- 1996年（平成8年）1月 - 魚崎センター開設、大丸ホームショッピングの業務を移転。
- 1998年（平成10年）2月 - 南港センターで用度品一元管理業務を受託（現在は西神戸センターに移転済）。
- 1999年（平成11年）3月 - 大丸の物流業務元請会社となる。「第１次中期計画」スタート。
- 2000年（平成12年）3月 - 株式会社大丸ピーコック（量販店物流）の納品業務を株式会社三友小網から受託。
- 2002年（平成14年）9月 - 札幌・博多事業部及び札幌営業所・博多営業所を新設。
- 2005年（平成17年）
  - 3月 - 四国事業部及び高知営業所・今治営業所を新設。
  - 10月 - 日本郵政公社（現・日本郵便）からの出資を受け「新生アソシア」スタート。
  - 11月 - 「新生アソシア経営戦略」スタート。
- 2006年（平成18年）
  - 2月 - 株式会社JPロジサービスへ社名変更。本社を日本郵政公社近畿支社内に移転。
  - 9月 - 鳥取営業所を新設。
- 2007年（平成19年）10月 -
  - 魚崎営業所を開設。
  - 日本郵政公社の民営化に伴い、日本郵便株式会社の傘下となる。
- 2008年（平成20年）2月 - 神戸市須磨区に「やさか台営業所」を新設。
- 2009年（平成21年）
  - 2月 - 大阪市西区に「阿波座営業所」を新設。
  - 9月 - 名古屋事業部及び名古屋営業所・高槻営業所を新設。
- 2010年（平成22年）
  - 3月 - 上野営業所・銀座営業所を新設。
  - 12月 - 足立営業所を新設。
- 2012年（平成24年）11月 - 粕屋センターを新設。
- 2013年（平成25年）3月 - 北柏センター及び春日センターを新設。
- 2018年（平成30年）12月 - 日本郵便が保有する当社全株式を株式会社ハマキョウレックスへ譲渡。同社の連結子会社となり、商号を株式会社HMKロジサービスへ変更[1]。